# Улі Куш
У́льріх (У́лі) Ку́ш (нім. Ulrich Kusch, нар. 11 березня 1967, Аахен) — німецький барабанщик, автор пісень. Найбільш відомий за грою з гуртами Helloween, Gamma Ray та Masterplan. Він відрізняється своїм технічним стилем гри та швидким спід-металевим ритмом.
1981 року почав грати на гітарі, а трохи пізніше припинив вивчення теслярської справи заради кар'єри музиканта.
У 1980-х — початку 90-х років, він зазвичай був студійним музикантом і грав для багатьох колективів, в тому числі Holy Moses та HeadHunter (Гурт Шміра, вокаліста Destruction).
1990 року, після того, як перший барабанщик Gamma Ray Матіас Бургардт покинув групу, Кай Гансен покликав Улі на вакантне місце. У 1991 році в цьому складі гурт випустив другий студійний альбом «Sigh No More» і вирушив у світове турне.
Покинувши Gamma Ray навесні 1992 року, Ульріх стає учасником Helloween. Починаючи з альбому «The Time Of The Oath» став одним з постійних композиторів групи, написавши такі хіти, як «Push», «Revelation», «The Departed (Sun Is Going Down)».

## Дискографія

### Holy Moses
- Queen of Siam (1986)
- Finished with the Dogs (1987)
- The New Machine of Liechtenstein (1989)

### Gamma Ray
- Heading for the East (Відео) (1990)
- Heaven Can Wait (EP) (1990)
- Sigh No More (1991)

### Helloween
- Master of the Rings (1994)
- The Time Of The Oath (1996)
- High Live (Концертний альбом) (1996)
- Better Than Raw (1998)
- Metal Jukebox (1999)
- The Dark Ride (2000)

### Roland Grapow
- The Four Seasons of Life (1997)

### Masterplan
- Enlighten Me EP (2002)
- Masterplan (2003)
- Back For My Life EP (2004)
- Aeronautics (2005)

### Beautiful Sin
- The Unexpected (2006)

### Mekong Delta
- Lurking Fear (2007)

### Ride the Sky
New Protection (2007)

### Symfonia
- In Paradisum (2011)